# Patrick Delorme
Patrick Delorme é um matemático francês, que trabalha com análise harmônica.
Delorme obteve um doutorado em 1975 na Universidade Pierre e Marie Curie, orientado por Alain Guichardet, com a tese 1-cohomologie et produits tensoriels continus de représentations. Em 1978 seguiu a segunda parte de seu doutorado (Thèse d'Etat). É professor da Universidade de Aix-Marselha (Institut de Mathématiques de Luminy).
Delorme foi palestrante convidado do Congresso Internacional de Matemáticos em Pequim (2002: Harmonic analysis on real reductive symmetric spaces).

## Obras
- editor com Michèle Vergne: Noncommutative harmonic analysis in honor of Jacques Carmona, Birkhäuser 2012
- editor com Jacques Carmona, Michèle Vergne: Proceedings of the sixth international conference on harmonic analysis and Lie groups held in Marseille-Luminy, June 24-29, 1985. Lecture Notes in Mathematics 1243, Springer 1987
  - no volume por Delorme: Noncommutative harmonic analysis and Lie groups.
- com Jacques Carmona: Fourier transform on the Schwartz space of a reductive symmetric space, Invent. Math., Volume 134, 1998, p. 59–99
- Plancherel formula for reductive symmetric spaces, Ann. of Math. (2), Volume 147, 1998, p. 417–452
- com Jean-Luc Brylinski: H-invariant distribution vectors for the generalized principal series of reducible symmetric spaces and meromorphic extension of Eisenstein integral, Invent. Math., Volume 109, 1992, p. 619–664
- com Laurent Clozel: Le théorème de Paley-Wiener invariant pour les groupes de Lie réductifs. Teil 1, Invent. Math., Volume 77, 1984, p. 427–453
- 1-cohomologie des représentations unitaires des groupes de Lie semi-simples et résolubles. Produits tensoriels continus de représentations. Bull. Soc. Math. France, Volume 105, 1977, p. 281–336